# Joseph Baader (Pfarrer)
Joseph Baader (* 8. August 1794 in Burggriesbach; † 5. Februar 1867 in Eichstätt) war ein bayerischer Pfarrer, Geistlicher Rat, Domkapitular und Mitglied der Kammer der Abgeordneten.

## Abgeordneter
Seit 1855 war er Mitglied in der Kammer der Abgeordneten. Dort war er Mitglied des Bayerischen Landtages in der 9. Wahlperiode und 10. Wahlperiode jeweils für den Stimmkreis Wb. Eichstädt/Mfr. Am 22. Juli 1859 stellte er ein Austrittsgesuch, das am 25. Juli 1859 genehmigt. Sein Nachfolger wurde Jakob Zierer aus Greding.